# Vuelo 870 de Atlantic Airlines
El Vuelo 870 de Atlantic Airlines, fue un vuelo de rutina desde el Aeropuerto Internacional La Aurora, hasta el Aeropuerto Internacional Ramón Villeda Morales, la aeronave era un Let L-410 Turbolet con registro de TG-CFE que se estrelló en una área verde del aeropuerto internacional la aurora. Se cobró la vida de 7 de los 11 pasajeros y uno de los dos tripulantes.

## Vuelo
El Vuelo 870 despegó del Aeropuerto Internacional La Aurora a las 06:42 hora local, la aeronave tenía una altitud prevista de 17.000 pies de altura hacia el Aeropuerto Internacional Ramón Villeda Morales, a las 06:44 la aeronave despega pero de repente una alarma suena en la cabina del Let L-410 Turbolet, la alarma es una indicación de que la aeronave está a punto de entrar en un Stall, más conocido como entrada en pérdida de sustentación aerodinámica, los pilotos intentan recuperar la aeronave, pero la aeronave no responde, la aeronave se estrella en un aérea verde del aeropuerto la aurora.

## Pasajeros y tripulación
11 pasajeros iniciaron el vuelo de Ciudad de Guatemala a San Pedro Sula en Honduras. Había una tripulación de dos personas a bordo de la aeronave compuesta por un capitán de vuelo y un primer oficial, No se proporcionaron asistentes de vuelo porque era un vuelo corto que los pilotos podrían atender.

## Accidente
Los pilotos recibieron autorización para despegar por la pista 01 del Aeropuerto Internacional La Aurora de Ciudad de Guatemala. La aeronave se elevó a una altitud de unos 200 pies después del despegue cuando de repente giró a la derecha y luego a la izquierda nuevamente. Poco después la aeronave se detuvo en el aire y cayó al suelo.

## Causa
Los investigadores descubren que la distribución de los pasajeros en la cabina y el peso de la carga era incorrecta. Esto dio como resultado que el centro de gravedad estuviera fuera de nivelación, lo que hacía que la aeronave fuera incontrolable al despegar. Además, el primer oficial de la aeronave no tenía una experiencia alguna de como pilotear el avión Let L-410.